# Landholmarna och Landholmsängarnas naturreservat
Landholmarna och Landholmsängarnas naturreservat är ett naturreservat i Enköpings kommun i Uppsala län.
Området är naturskyddat sedan 1961 och är 33 hektar stort. Reservatet består av sanka ängar och trädlösa strandängar. 